# Xã Bird City, Quận Cheyenne, Kansas
Xã Bird City (tiếng Anh: Bird City Township) là một xã thuộc quận Cheyenne, tiểu bang Kansas, Hoa Kỳ. Năm 2010, dân số của xã này là 687 người.